# Понте-де-Вагуш
Понте-де-Вагуш (порт. Ponte de Vagos)  —  район (фрегезия) в Португалии,  входит в округ Авейру. Является составной частью муниципалитета  Вагуш. Находится в составе крупной городской агломерации Большое Авейру. По старому административному делению входил в провинцию Бейра-Литорал. Входит в экономико-статистический  субрегион Байшу-Воуга, который входит в Северный регион. Население составляет 1706 человек. Занимает площадь 6,22 км².
Покровителем района считается Дева Мария (порт. Nossa Senhora da Luz). 

## История
Район основан в 1968 году